# Aus heiterem Himmel
Aus heiterem Himmel ist eine deutsche Fernsehserie, die von 1995 bis 1999 vom Bayerischen Rundfunk produziert wurde. Sie lief seit ihrer Erstausstrahlung mehrmals in Sendern der ARD, im Jahr 2017 bei One.

## Inhalt
Nach dem plötzlichen Tod seiner Ex-Frau nimmt der leichtlebige Graphiker Tobias Sandmann die beiden gemeinsamen Kinder und deren wesentlich jüngeren Adoptivbruder bei sich auf. Alicia und Henrik sind Teenager, Carlos ist im Vorschulalter. Der Einzug der drei bedeutet für alle eine große Veränderung, die – gemäß dem Serientitel – „aus heiterem Himmel“ über sie hereinbricht.
Während die ersten drei Staffeln mit einer weitgehend unveränderten Hauptdarstellergruppe gedreht werden konnten, wurden in der vierten Staffel die Charaktere von Henrik und Alicia Sandmann durch die Charaktere von Luca und Miriam Pauly ersetzt.

## Charaktere

### Familie Sandmann

#### Tobias Sandmann
Tobias Sandmann ist der Vater von Alicia und Henrik Sandmann. Seine Eltern Wilhelm Sandmann und Dora Sandmann sind im Jahre 1981 verstorben und haben das Haus, in dem die Familie Sandmann lebt, an Tobias und seine Frau vererbt. Tobias arbeitet als Comiczeichner und wohnt mit seinem Mitbewohner Christoph Dengler zusammen in Starnberg. Seine Frau Gudrun hat sich vor Jahren von Tobias getrennt, ihm jeglichen Kontakt zu den Kindern untersagt und ist schließlich mit ihnen nach Brasilien ausgewandert. Tobias’ schnell wechselnde und manchmal gleichzeitigen Frauenbekanntschaften enden, als er die Anwältin Julia Janowski kennenlernt und sich in sie verliebt.

#### Christoph Dengler
Christoph Dengler ist der Mitbewohner der Familie Sandmann und für die Kinder so etwas wie eine zweite Vaterfigur. Er liebt das Segeln und arbeitet in seiner Werft am Starnberger See. Sein besonderer Stolz ist sein eigenes Segelboot. Christoph zeichnet sich dadurch aus, dass er in den Konflikten der Sandmanns immer wieder hilfreich zur Seite steht und häufig als Stimme der Vernunft fungiert. Aufgrund der familiären Situation werden Christoph und Tobias von Außenstehenden gelegentlich fälschlicherweise für ein homosexuelles Paar gehalten.

#### Alicia Sandmann
Alicia Sandmann ist die Tochter von Tobias Sandmann und seiner Frau Gudrun. Sie ist zunächst in der Oberstufe, macht unter Turbulenzen ihr Abitur und versucht sich dann als Praktikantin in einem Krankenhaus, später als Volontärin bei einer Zeitung. Alicia versucht immer wieder, die Welt zu verbessern, und geht dabei oft mit dem Kopf durch die Wand.
Als ältestes der Kinder hat sie im Gegensatz zu Henrik noch einige bruchstückhafte Erinnerungen an die Zeit vor der Scheidung ihrer Eltern sowie an ihre Großeltern väterlicherseits.

#### Henrik Sandmann
Henrik Sandmann ist der Sohn von Tobias Sandmann und dessen Frau Gudrun. Er geht auf dieselbe Schule wie Alicia. Als Schüler ist er eher mittelmäßig und gerät oft in entsprechende Schwierigkeiten. Henrik spielt begeistert Fußball und landet schließlich bei den Nachwuchsspielern vom FC Bayern München. Sein bester Freund ist Sylvester Gruber. Zunächst ist er zusammen mit Claire Obermeier, welche ihn jedoch im Laufe der Zeit verlässt. Das Verhältnis zu seinem Vater Tobias ist zuerst von Schwierigkeiten geprägt, weil Henrik seinem Vater die vielen Jahre ohne Kontakt nicht verzeihen kann und Tobias ihm nicht von Anfang an das erwartete Vertrauen entgegenbringt. Im Laufe der Zeit lernt Tobias aber, Henrik zu vertrauen und ihn so zu akzeptieren, wie er ist. Henrik erfährt seinerseits von Christoph, wie sehr Tobias unter der Trennung von seinen Kindern gelitten hat, und dass der Wunsch nach Kontakt zu ihnen immer bestanden hat, Gudrun dem aber nicht zustimmte.

#### Carlos Sandmann
Carlos Sandmann ist der Adoptivsohn von Gudrun Sandmann, den Tobias schließlich genauso als Sohn annimmt. Zunächst besucht er den Kindergarten, wird im Verlauf der zweiten Staffel aber eingeschult.

#### Luca Pauly
Luca Pauly wird mit ihrer Schwester Miriam bei den Sandmanns aufgenommen, nachdem Alicia und Henrik schließlich ins Ausland gegangen sind. Ihre Figur ersetzt ab der vierten Staffel in Hinblick auf Probleme und Sichtweisen Alicia. So wie Alicia sich beispielsweise in der ersten Staffel mit dem islamischen Glauben auseinandersetzen musste, wird Luca durch ihren Freund mit dem jüdischen Glauben und den damit verbundenen Kultur- und Religionskonflikten konfrontiert. Sie spielt Cello und heiratet schließlich Rufus Goldberg.

#### Miriam Pauly
Miriam Pauly, die kleinere Schwester von Luca, wird Mimi genannt und zieht mit ihrer großen Schwester am Anfang der vierten Staffel bei den Sandmanns ein. Ihre Konflikte ähneln denen, die von Henrik in den ersten drei Staffeln zu bewältigen waren.

### Verwandte

#### Hermann Strohmeyer
Hermann und Gretel Strohmeyer sind die Eltern von Tobias’ Ex-Frau Gudrun. Das Verhältnis zwischen den Strohmeyers und den Sandmanns ist am Anfang stark gestört, insbesondere Tobias und Hermann Strohmeyer streiten über die Vergangenheit und geben sich gegenseitig die Schuld am Scheitern der Ehe von Tobias und Gudrun. Aufgrund der konservativen Einstellung und der Idee von Hermann Strohmeyer, Carlos in einem Heim unterzubringen, entscheiden sich die Kinder schließlich, bei Tobias und Christoph zu leben.
Später ändert sich nach dem Tod von Gretel Strohmeyer jedoch das Verhältnis zu Hermann Strohmeyer. Hierbei spielt insbesondere Carlos eine große Rolle, welcher Hermann Strohmeyer als Großvater für sich gewinnt und dessen konservativen Ansichten in Frage stellt und sogar ändert.

#### Gretel Strohmeyer
Gretel Strohmeyer, welche die Kinder zusammen mit ihrem Ehemann Hermann Strohmeyer empfängt, steht eher im Schatten desselben und beugt sich dessen Vorstellungen. Erst nach ihrem Tod versöhnt sich Hermann auf Wunsch der Verstorbenen mit den Sandmanns.

#### Wilhelm und Dora Sandmann
Tobias Eltern Wilhelm und Dora Sandmann tauchen in der Serie nicht auf, sondern sind schon vorher verstorben. Insbesondere Alicias Erinnerungen werden getrübt, als sich ein den männlichen Erben bevorzugendes Testament von Wilhelm Sandmann anfindet.

### Freunde

#### Julia Janowski
Die Anwältin Julia Janowski arbeitet in der Kanzlei ihres Verlobten, Dr. Ingo Baumgartner, und seines Vaters. Sie vertritt zunächst die Interessen von Hermann und Gretel Strohmeyer, jedoch mit zunehmendem Widerstreben, nachdem sie deren konservative Ansichten und ihre Absicht, Carlos in ein Heim zu geben, erkennt. Als die Strohmeyers sehen, wie sie von Tobias einen Blumenstrauß annimmt, verliert sie ihr Mandat. Sie löst kurz darauf ihre Verlobung mit Dr. Ingo Baumgartner und kündigt ihre Stelle in der Kanzlei. Aus ihrer anfänglichen Zuneigung zu Tobias Sandmann wird Liebe, und die beiden beginnen eine Beziehung.

#### Sylvester Gruber
Sylvester Gruber ist Henriks Klassenkamerad und spielt in derselben Fußballmannschaft wie er. Zunächst hält er Henrik für eingebildet und überheblich und versucht, ihm das Leben schwer zu machen. Nach einem in Zusammenarbeit erzielten wichtigen Tor in einem Fußballspiel erkennen die beiden jedoch, wie sinnlos ihre Feindschaft ist, und Sylvester wird zu Henriks bestem Freund. Sylvester und Henrik suchen immer wieder nach Wegen, schnell das große Geld zu machen und geraten dabei regelmäßig in Schwierigkeiten.

#### Stefanie Tümmler
Stefanie Tümmler gehört zu Alicias Freundeskreis und geht mit ihr in dieselbe Klasse. Kurz vor dem Abitur gerät sie in eine Krise und verweigert schließlich die Teilnahme an den Abiturprüfungen, um sich nicht weiter dem Erwartungsdruck ihrer Eltern beugen zu müssen.

### Sonstige Personen

#### Dr. Wiesner
Dr. Wiesner ist Mathematiklehrer an der Schule, auf welche Henrik und Alicia gehen. Er zeichnet sich am Anfang dadurch aus, dass er seinen Schülern schikanös und mit wenig Verständnis gegenübertritt. Als es im Verlauf der Abiturvorbereitungen scheinbar aufgrund seines Verhaltens zu einer Überreaktion einer Mitschülerin kommt, stellt sich Alicia gegen ihn und beschreitet den Rechtsweg, woraufhin Dr. Wiesner beinahe aus Starnberg wegziehen will.

## DVDs
Alle fünf Staffeln sind mittlerweile auf DVD erhältlich.

## Drehorte
Die Serie wurde überwiegend am Starnberger See gedreht. Die häufigsten Schauplätze, das Haus der Familie Sandmann, das sich in Icking befindet, sowie die Werft von Christoph Dengler, in der Realität die Bootswerft Simmerding in der Gemeinde Berg, sind heute noch in fast unverändertem Zustand zu besichtigen.